# Куренга (приток Шилки)
Куренга — река в Забайкальском крае России, правый приток Шилки.
Берёт начало в юго-восточных отрогах Борщовочного хребта. Длина реки — 113 км, площадь водосборного бассейна — 1720 км². Среднегодовой сток в устье — 0,09 км³.
Продолжительность ледостава составляет 170—200 дней: ледяной покров обычно устанавливается в конце октября и разрушается в конце апреля.